# HEC Lausanne
Fondata nel 1911, HEC Lausanne è una facoltà di commercio e di economia affiliata con l'Università di Losanna. 

## Storia
L'accademia di Losanna fu riconosciuta come università nel 1890 e l'inizio della facoltà fu promosso da Léon Walras e Vilfredo Pareto. Il 15 aprile 1911, Leon Morf e Georges Paillard fondarono la scuola di hautes études commerciales nel quadro della facoltà di legge.

## Presidi
- 2015-2018: Jean-Philippe Bonardi
- 2012-2015: Thomas von Ungern-Sternberg
- 2009-2012: Daniel Oyon
- 2006-2009: Suzanne de Treville
- 2004-2006: François Grizel
- 2002-2004: Alexander Bergmann
- 1990-2000: Olivier Blanc
- 1986-1990: Francis Léonard
- 1977-1986: Charles Iffland
- 1961-1977: Robert Grosjean
- 1936-1961: Jules Chuard
- 1928-1936: Adolphe Blaser
- 1925-1928: Georges Paillard
- 1911-1925: Léon Morf